# Аллен, Шейла (актриса США)
Шейла Аллен (англ. Sheila Allen, МФА: [ˈʃilə 'ælən], 2 февраля 1929 — 15 ноября 2013) — американская актриса.
В 1974 году вышла замуж за продюсера Ирвина Аллена и позже снялась в нескольких его фильмах. После смерти мужа в 1991 году она занялась продюсированием. В 2006 году она стала продюсером фильма «Посейдон», в оригинале которого снималась в 1972 году.
Скончалась в своём доме в Малибу от лёгочного фиброза в возрасте 84 лет.

## Избранная фильмография
| Год  |   | Русское название        | Оригинальное название  | Роль                |
| ---- | - | ----------------------- | ---------------------- | ------------------- |
| 1972 | ф | Приключение «Посейдона» | The Poseidon Adventure | Медсестра Джина Роу |
| 1974 | ф | Ад в поднебесье         | The Towering Inferno   | Миссис Паула Рэмси  |
| 1980 | ф | Когда кончилось время   | When Time Ran Out...   | Мона                |
| 1985 | ф | Алиса в Стране чудес    | Alice in Wonderland    | Мама Алисы          |